# Nico Hirtt
Nico Hirtt, né en 1954 au Grand Duché de Luxembourg, est un professeur et essayiste belgo-luxembourgeois, auteur de nombreux articles, ouvrages et conférences sur l’École et les systèmes éducatifs européens. Il est également chargé d’études dans le cadre de l’association belge Appel pour une école démocratique (Aped). Ses principaux travaux portent sur les inégalités et les ségrégations scolaires, la marchandisation de l’enseignement, la critique de l’approche par compétences et l’analyse marxiste des fonctions, contradictions et évolutions historiques de l’enseignement dans les pays capitalistes avancés.

## Biographie[1]
Nico Hirtt est né en 1954 au Grand Duché de Luxembourg. Il effectue sa scolarité primaire et secondaire à Anvers (Belgique), d’abord en français puis en néerlandais.
De 1972 à 1977, il étudie la physique à l’université catholique de Louvain (UCLouvain) et obtient le grade de licence (équivalent du master actuel) en sciences physiques, ainsi que l’agrégation de l’enseignement secondaire supérieur.
De 1977 à 2015, il travaille comme professeur de physique et de mathématique dans une école secondaire du Brabant wallon.
Simultanément, il collabore à mi-temps, de 1980 à 1995, à l’hebdomadaire communiste belge Solidaire, où il rédige ses premiers articles sur l’enseignement.
En 1995, il est l’un des dix fondateurs de l’association « Appel pour une école démocratique » (Aped). De 1996 à 2003, il est rédacteur en chef de la revue de l'Aped, L’école démocratique.
Depuis sa retraite de l’enseignement secondaire (2015), il se consacre pleinement à ses travaux de recherche en éducation pour l’Aped.
Il est également, depuis 2015, occasionnellement chargé de cours à l’Institut supérieur de pédagogie de la province de Namur (ISPN).
Nico Hirtt est intervenu au Forum mondial de l’éducation à Porto Alegre (Brésil), aux Forums Sociaux européens de Florence, Paris, Londres et Athènes et lors de nombreux autres colloques et rencontres internationaux (Montréal, Dublin, Pékin, Madrid, Bogota…).

## Œuvre

### Livres
- L'École sacrifiée, la démocratisation de l'enseignement à l'épreuve de la crise du capitalisme, éditions EPO, Bruxelles, 1996 - avec Hugo Vandroogenbroek, Annemie Mels, School onder schot, de democratisering van het onderwijs niet bestand tegen de crisis, éditions EPO Bruxelles, 1997 (édition adaptée en néerlandais de L'école sacrifiée)
- Tableau noir, résister à la privatisation de l'enseignement, éditions EPO, Bruxelles, 1998 (avec G. de Selys)
- Les Nouveaux Maîtres de l'École, l'enseignement européen sous la coupe des marchés, éditions EPO (Bruxelles) et VO-Éditions (Paris), 2000 (Disponible en ligne sur le site des Classiques des Sciences Sociales). Réédité en 2005 chez Aden, collection « La Petite Bibliothèque d'Aden », Bruxelles, 2005
- L’École prostituée. L’offensive des entreprises sur l’enseignement, éditions Labor/Espaces de Liberté, collection « Liberté j'écris ton nom », Bruxelles, 2001, 96 pages,  (ISBN 2-93000-134-8) (page consacrée au livre sur le site de l'éditeur)
- L'École de l'inégalité. Les discours et les faits, éditions Labor/Espaces de Libertés, collection « Liberté j'écris ton nom », Bruxelles, 2004, 92 pages,  (ISBN 2-93000-160-7) (page consacrée au livre sur le site de l'éditeur) (Disponible en téléchargement libre ici)
- Déchiffrer le monde : Contre-manuel de statistiques pour citoyens militants, Aden, collection « La Petite Bibliothèque d'Aden », Bruxelles, 2007
- De school van de ongelijkheid, EPO, Anvers, 2008
- L'École et la peste publicitaire (avec Bernard Legros), Aden, collection « La Petite Bibliothèque d'Aden », Bruxelles, 2007
- Je veux une bonne école pour mon enfant, Pourquoi il est urgent d'en finir avec le marché scolaire, Aden, Bruxelles, 2009
- Qu'as-tu appris à l'école ? Essai sur les conditions éducatives d'une citoyenneté critique, Aden, Bruxelles, 2015 (avec J. P. Kerckhofs et Ph. Schmetz)

### Articles et conférences
- Inégaux devant l’école, Enquête en Hainaut sur les déterminants sociaux de l’échec et de la sélection scolaires, Aped, Bruxelles, 1997 (avec J.P. Kerckhofs)
- Pourquoi les chances sont-elles inégales ? Du constat de l’école non démocratique à une stratégie de changement, Aped, Bruxelles, 1998.
- L'enseignement et l'agenda de l'OMC. Quand l’éducation devient marchandise, Le Courrier de l’Unesco, février 2000
- Vol de vautours sur l’école des pauvres : La Banque mondiale veut stimuler l’enseignement privé dans les pays du Tiers-Monde, Aped, Bruxelles, 2000
- A l’ombre de la Table Ronde des industriels, La politique éducative de la Commission européenne, Les Cahiers d’Europe, n°3, hiver 2000.
- Avons-nous besoin de travailleurs compétents ou de citoyens critiques ? A propos de l’approche par les compétences, Aped, Bruxelles, 2001
- Les trois axes de la marchandisation scolaire, Aped, Bruxelles 2001.
- Savoirs et citoyenneté critique à l’ère de la globalisation capitaliste, conférence prononcée au Forum social de Florence, 2002
- L’Europe, l’école et le profit, Aped, Bruxelles 2002
- La catastrophe scolaire belge, Inégalités sociales, semi-marchés, sous-financement, filières..., Aped, Bruxelles, juin 2003
- Thélot ou l’école de la reproduction, Proposition de grille de lecture pour le rapport de la « Commission du débat national », Aped, Bruxelles 2004.
- Ce que montre PISA 2003, Les inégalités sociales dans l’enseignement en Belgique, Aped, Bruxelles, 2005
- L’éducation européenne et la crise mondiale du capitalisme, conférence prononcée au Forum Social de Londres
- Marketisation of Education in the Globalised Economy, paper presented at the Worldwide Forum for Comparative Education, “Globalisation of Education : Government, Market and Society”, Beijing Normal University, August 2005
- Pédagogie de l'incompétence, Aped, Bruxelles, 2005
- Belgique-Finlande: le coût exorbitant du libéralisme scolaire, Aped, Bruxelles, 2006
- Handicap culturel, mauvaise intégration, ou ségrégation sociale ? PISA 2003 et les mauvais résultats des élèves issus de lʼimmigration en Belgique, Aped, Bruxelles, juin 2006
- Impact de la liberté de choix sur l’équité des systèmes éducatifs ouest-européens, Aped, Bruxelles, septembre 2007
- Quand la Commission se soucie d’équité, Un important document de la Commission Européenne sur les systèmes éducatifs, Aped, Bruxelles, 2007.
- Pauvreté, immigration, sélection, programmes d’étude, financement... Pourquoi les performances PISA  des élèves francophones et flamands sont-elles si différentes ? Aped, Bruxelles, janvier 2008
- Seront-ils des citoyens critiques ? Enquête auprès des élèves de fin d’enseignement secondaire en Belgique francophone et flamande, Aped, Bruxelles, septembre 2008.
- L’approche par compétences : une mystification pédagogique. Aped, Bruxelles, septembre 2009
- En Europe, les compétences contre le savoir, Le monde diplomatique, pp. 22-23, octobre 2010
- Pas d’école démocratique sans instruction polytechnique, Aped, Bruxelles, septembre 2011
- PISA 2012 sans fard et sans voile, Pourquoi les systèmes éducatifs  de Belgique et de France sont-ils les champions de l’inégalité sociale ?, Aped, Bruxelles, janvier 2014
- L’Ecole et le Capital : deux cents ans de bouleversements et de contradictions, Aped, Bruxelles, mai 2013
- Éduquer et former, sous la dictature du marché du travail, Aped, Bruxelles, octobre 2013
- Les négationnistes de l’inégalité. Offensive idéologique en Flandre contre l’équité dans l’enseignement, Aped, Bruxelles, mars 2014
- Intelligences, savoirs, pédagogies...  Réconcilier la théorie et la pratique, L'Ecole démocratique, n°59, septembre 2014
- En démocratie, l’éducation n’est pas (seulement) un droit. C’est un devoir, conférence à l’invitation du parlement de la communauté germanophone de Belgique, 5 octobre 2016
- Peut-on concilier proximité et mixité sociale. Simulation d’une procédure numérique d’affectation des élèves aux écoles primaires bruxelloises, Les Cahiers de recherche du Girsef, n°107, février 2017 (avec Bernard Delvaux)
- Impact des facteurs de ségrégation et du financement sur l’équité des systèmes éducatifs européens. Quelques leçons statistiques de l’enquête PISA 2015, L’école démocratique, n° 70, juin 2017

### Ouvrage collectif
- Université globale, université marchande. Quelles évolutions en cours ?, pp. 25-38, in L'enseignement supérieur dans la mondialisation libérale : une comparaison libérale (Maghreb, Afrique, Canada, France), Institut de recherche sur le Maghreb contemporain, Tunis, 2014, 356 p.